# Военномедицинска академия
Вижте пояснителната страница за други значения на Военномедицинска академия.
Военномедицинската академия (съкратено ВМА) е военно научно-образователно и диагностично-лечебно учреждение в София, България.

## История
ВМА е наследник на Софийската обща гарнизонна болница, основана през 1891 г. За първи началник на новооткритата болница е назначен д-р Георги Золотович, виден общественик и активен участник в създаващото се тогава здравно законодателство.
Персоналът на болницата активно участва във войните за национално обединение (1912 – 1918 г.). През този период дейността на лечебното заведение подпомагат германски, австрийски и унгарски лекарски мисии.
През март 1949 г. в гр. София е формирано Народното военномедицинско училище, което е закрито през 1958 г.
През 1960 г. то е възстановено под названието Висш военномедицински институт (ВВМИ), за да отговори на разрастващите се дейности на военномедицинските кадри в областта на диагностично-лечебната, научната и учебната дейност. С течение на годините, особено след построяването на новата сграда, ВВМИ се превръща в авторитетна здравна институция, разполагаща с модерна материално-техническа база, висококвалифицирани специалисти, изтъкнати учени и уважаван преподавателски състав.
С указ № 546 на Държавния съвет на НРБ от 6 април 1989 г. се създава Военномедицинска академия от 7 април 1989, обединяваща:
- Висшия военномедицински институт,
- Обединения авиомедицински научноизследователски институт,
- Военноморската болница във Варна,
- Правителствената болница в София.

Военномедицинската академия е създадена като единен лечебен и учебно-научен комплекс със задача да извършва многообразна диагностично-лечебна дейност, да развива военномедицинската наука и да провежда обучение, специализация и усъвършенстване на военномедицинските кадри с цел поддържане готовността и боеспособността на армията, съхранение и възстановяване здравето на военнослужещите.

## Споразумение за сътрудничество
През 2017 год. се подписва Споразумение за сътрудничество между Военномедицинска академия, Висше военноморско училище „Н. Й. Вапцаров“ и Медицински университет „Проф. д-р Параскев Стоянов“ – Варна, в областта на придобиването на образователно-квалификационни степени на медицински кадри за нуждите на Министерството на отбраната. На това основание е разработена учебно-планова документация за нова специализация – „Медицинско осигуряване на Въоръжените сили“. Приетите и обучавани се подготвят като курсанти във ВВМУ „Н. Й. Вапцаров“ за придобиване на образователно – квалификационна степен „Бакалавър“ по акредитираната специалност „Организация и управление на военни формирования на тактическо ниво“ и като студенти в Медицински университет „Проф. д-р Параскев Стоянов“ – Варна, по държавна поръчка в редовна форма на обучение по специалност „Медицина“, за придобиване на образователно-квалификационна степен „Магистър“ в професионално направление „Медицина“. Курсантите от специализация „Медицинско осигуряване на Въоръжените сили” ползват цялата учебна база на Медицински университет „Проф. д-р Параскев Стоянов“ – Варна.

## Структура
От февруари 2001 г. в състава на ВМА влизат долуизброените структури за извънболнична и за болнична медицинска помощ.

### Бивши военни болници
- Многопрофилна болнична база за активно лечение (МББАЛ), София (понастоящем МБАЛ-София)
- Болнична база за активно лечение (ББАЛ), Варна (понастоящем МБАЛ-Варна)
- ББАЛ, Пловдив (понастоящем МБАЛ-Пловдив)
- ББАЛ, Сливен (понастоящем МБАЛ-Сливен)
- ББАЛ, Плевен (понастоящем МБАЛ-Плевен)

### Бивши военни санаториуми
- Болнична база по балнеология, рехабилитация и профилактика (БББРП), Хисаря
- БББРП, Поморие
- БББРП, Банкя

### Медицински пунктове
- към Военна академия „Георги Раковски“
- към Служба „Военна информация“
- към Служба „Сигурност – военна полиция и военно контраразузнаване“
- във факултетите на Националния военен университет
- във войсковите части от Българската армия и военни учреждения

### Други поделения
- Център за военномедицинска експертиза и авиационна медицина.
- Военномедицински отряд за бързо реагиране.
- Научноизследователски институт по радиобиология и защита от ядрено, биологично и химическо оръжие в София, кв. Овча купел.
- Център по военна епидемиология и хигиена в София с отделения в Пловдив, Сливен, Варна.

През 1998 г. се създава Отделение по обща и онкологична гинекология към Клиника по коремна хирургия, необходимост възникнала с приема на жени в армията. От 2004 г. съществува като самостятелна Клиника по обща и онкологична гинекология.
През 2003 г. е създадена Клиника по чернодробно-панкреатична и трансплационна хирургия, специализирана в извършването на оперативно лечение на черния дроб и панкреаса с голям и много голям обем на сложност, както и всички съвременни интервенции в областта на висцералната хирургия по лапароскопски или класически метод. През 2007 г. клиниката стартира програма за чернодробна трансплантация, като оттогава са извършени над 80 чернодробни трансплантации.

## Ръководство на ВМА
За периода 1960 – 1989 г. като Висш военномедицински институт (ВВМИ)
- полковник Генчо Кръстинов (1960 – 1962) със заместници полк. Атанас Малеев по лечебната част, полк. Ан. Хаджиниколов (по учебната част) и полк. Любен Янчев (по научната част),
- проф. Атанас Малеев (1962 – 1964) със заместници полк. Николай Купенов (по учебната част) и полк. Ганчо Савов (по лечебната и научната част),
- полковник доц. Николай Купенов (1964 – 1967) със заместници полк. Димитър Шишманов (по лечебната част), полк. Ан. Хаджиниколов (по учебната част) и полк. В. Кавракиров (по научната част),
- полковник доц. Иван Хариев (1967 – 1973) със заместници ген.-майор Д. Шишманов (по лечебната част), полк. Ан. Хаджиниколов (по учебната част до 1971 г.) и полк. Илия Белоконски (по учебната част за периода 1971 – 1973 г.),
- полковник д-р Васил Герганов (юни 1973 – септември 1981) със заместници ген.-майор Иван Димитров – по лечебната част, по учебната работа полк. Ан. Хаджиниколов (до 1980 г.) и полк. Н. Купенов (1980 – 1981 г.), полк. Илия Белоконски по научната част,
- генерал-майор проф. Николай Купенов (септември 1981 – септември 1988) със заместници ген.-майор Д. Шишманов – първи зам. началник и по лечебната част, полк. Йовчо Топалов – по учебната част и полк. Ил. Белоконски по научната част,
- проф. Йовчо Топалов (от септември 1988 до април 1989 г.) със заместници полк. Григор Мечков – първи зам. началник, полк. Младен Григоров – по лечебната част и полк. Тодор Патрашков – по научната част.

От 1990 г. Висшият военномедински институт е обединен с още няколко болници и е образувана Военномедицинска академия
- чл.-кор. ген.-майор Йовчо Топалов (април 1989 – юни 1990 г.) със заместници полк. проф. Григор Мечков – първи зам. началник, полк. проф. Младен Григоров – по лечебната част и полк. проф. Тодор Патрашков – по научната част[9],
- акад. ген.-майор Григор Мечков (1990 – 1992) със заместници полк. проф. Младен Григоров – по лечебната част, полк. ст.н.с. І ст. Людмил Хаджийски – по научната част и полк. проф. Вергил Градинаров – по учебната част[9],
- доц. ген.-майор Никола Александров (1992 – 1994) със заместници полк. доц. Надко Величков (по лечебната част), полк. доц. Красимир Гигов до 1993 г. по учебната и научната част; от 1993 г. по научната част) и полк. проф. Милан Петров (от 1993 г. по учебната част)[9],
- проф. полк. Милан Петров (1994 – 1998) със заместници полк. доц. Румен Златев – по лечебната част, полк. доц. Борислав Герасимов – по учебната част и полк. доц. Захари Тончев – по научната част[9],
- доц. бригаден генерал Румен Златев (1998 – 2002) със заместници полк. доц. Александър Петков (по лечебната част) и полк. доц. Андрей Андреев (по учебната и научната част),
- полк. доц. Александър Петков (временно изпълняващ длъжността) (1 юли – 1 септември 2002 г.)[9],
- проф. ген.-майор Стоян Тонев (2002 – 2013) със заместници полк. доц. Константин Рамшев (по диагностично-лечебната част и превенция на здравето за периода 2002 – 2007 г.), полк. доц. Асен Петков (по ресурсите и планиране на медицинското осигуряване за периода 2002 – 2007 г.)[9][10], полк. доц. Евгени Белоконски (по диагностично-лечебната дейност за периода 2007 – 2013 г.), полк. доц. Крум Кацаров (по учебно-научната дейност за периода 2007 – 2013 г.) и полк. д-р Александър Парашкевов (по медицинското осигуряване на мисии и поделения на българската армия за периода 2007 – 2013 г.)[11],
- полковник доц. Крум Кацаров (временно изпълняващ длъжността) (4 декември 2013 – 3 юни 2014),
- ген.-майор чл.-кор. проф. Николай Петров (3 юни 2014 – 4 май 2017) със заместници полк. проф. Венцислав Мутафчийски (диагностично-лечебната дейност), полк. доц. Румен Попов (по учебно-научната дейност), и полк. доц. Любомир Алексиев[12],
- полковник проф. Венцислав Мутафчийски (временно изпълняващ длъжността) (4 май 2017 – 7 февруари 2018),
- бригаден генерал (генерал-майор от 6 май 2019) проф. Венцислав Мутафчийски от 7 февруари 2018 със заместници полк. доц. Владимир Василев (по диагностично-лечебната дейност), полк. доц. Георги Попов (по учебно-научната дейност за периода 2018-2021 г.), полк. доц. Иван Попиванов (по учебно-научната дейност от 2021 г.) и полк. доц. Димо Димов (по войсковото медицинско осигуряване – от 2020 г.)[13].